# Sandaucourt
Sandaucourt é uma comuna francesa na região administrativa de Grande Leste, no departamento de Vosges. Estende-se por uma área de 10,78 km². Em 2010 a comuna tinha 175 habitantes (densidade: 16,2 hab./km²).